# Perkam
Perkam é um município da Alemanha, situado no distrito de Straubing-Bogen, no estado da Baviera. Tem 14,22 km² de área, e sua população em 2019 foi estimada em 1.545 habitantes.